# Großlöbichau
Grosslöbichau est une commune allemande de l'arrondissement de Saale-Holzland, Land de Thuringe.

## Géographie
La vallée dans laquelle se situe Großlöbichau est délimitée au sud par les collines boisées du Wöllmisse et au nord par le Großen Gleisberg.
La commune comprend les quartiers de Großlöbichau et Kleinlöbichau.
|      | Jenalöbnitz  |             |
| Iéna | Großlöbichau | Bürgel      |
|      | Schlöben     | Schöngleina |

Großlöbichau se trouve sur la Bundesstraße 7.

## Histoire
Großlöbichau est mentionné pour la première fois en 1001.
Une pierre commémorative dans le cimetière rappelle depuis 1948 que trente détenus des camps de concentration furent abattus au cours d'une marche de la mort par les SS le 11 avril 1945.

## Source de la traduction
- (de) Cet article est partiellement ou en totalité issu de l’article de Wikipédia en allemand intitulé « Großlöbichau » (voir la liste des auteurs).